# Audruicq
Audruicq est une commune française située dans le département du Pas-de-Calais en région Hauts-de-France. Ses habitants sont appelés les Audruicquois. La commune est le siège de la communauté de communes de la Région d'Audruicq. Audruicq est la capitale de l'ancien pays de Bredenarde qui faisait partie du comté de Guînes.
La commune d'Audruicq (nom officiel depuis 1801), bordée au nord par le canal de Calais, est située dans le nord du département du Pas-de-Calais à 18 km, à vol d'oiseau, au sud-est de la commune de Calais. C’est une commune de type bourg rural avec une population de 5 349 habitants au dernier recensement de 2022.
La commune s’inscrit dans les « paysages des coteaux calaisiens et du pays de Licques » tels qu’ils sont définis dans l’atlas de paysages du Nord-Pas-de-Calais.

## Géographie

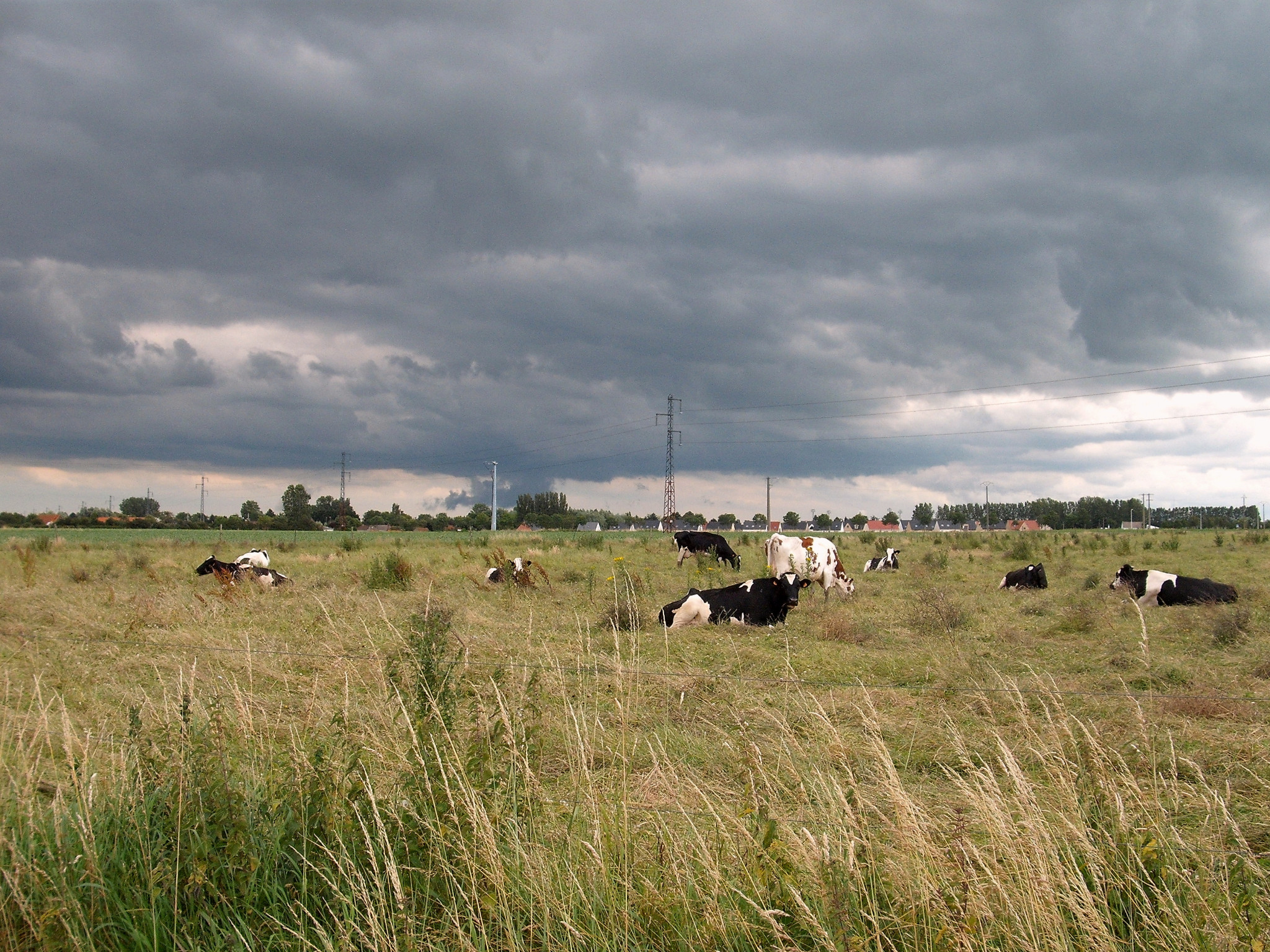
Un ciel d'orage sur la campagne agricole à Audruicq.

### Localisation
Localisée dans le nord du département du Pas-de-Calais, Audruicq est une commune traversée par le canal de Calais et la Hem et située, à vol d'oiseau, à 18 km au sud-est de la commune de Calais (aire d'attraction et chef-lieu d'arrondissement).
La ville est la capitale de l'ancien pays de Bredenarde, « la terre large » en flamand, formé de Nortkerque, Zutkerque et Polincove, qui se trouve entre la plaine des wateringues et les collines boisées de l'Artois annonçant le Boulonnais.
Le territoire de la commune est limitrophe de ceux de huit communes.
Les communes limitrophes sont Vieille-Église, Nortkerque, Nouvelle-Église, Polincove, Saint-Folquin, Sainte-Marie-Kerque, Saint-Omer-Capelle et Zutkerque.

### Géologie et relief
La superficie de la commune est de 14,44 km2 ; son altitude varie de 3  à   22 mètres.

### Hydrographie
La commune, située dans le bassin Artois-Picardie, est, selon le Service d'administration nationale des données et référentiels sur l'eau (Sandre), drainée par onze cours d'eau :
- le canal de Calais, d'une longueur de 32,51 km, qui prend sa source dans la commune de Saint-Pierre-Brouck, dans le département du Nord, et se jette dans la Manche au niveau de la commune de Calais[4] ;
- la Hem ou Tiret, d'une longueur de 27,92 km, qui prend sa source dans la commune d'Escœuilles et rejoint l'Aa dans la commune de Sainte-Marie-Kerque[5] ;
- la Liette, d'une longueur de 5,06 km, qui prend sa source dans la commune et se jette dans la Rivière de Nielles au niveau de la commune de Nortkerque[6] ;
- le drack de Saint-Omer-Capelle, d'une longueur de 4,8 km qui prend sa source dans la commune de Vieille-Église et se jette dans le canal de Calais au niveau de la commune[7] ;
- la grande Becque, d'une longueur de 2,85 km, qui prend sa source dans la commune de Zutkerque et se jette dans le ruisseau Ouderecque au niveau de la commune de Zutkerque[8] ;
- le ruisseau Ouderecque, d'une longueur de 2,42 km, qui prend sa source dans la commune de Zutkerque et se jette dans la Rivièrette au niveau de la commune[9] ;
- le canal d'Audruicq, d'une longueur de 2,38 km, qui prend sa source dans la commune et se jette dans le canal de Calais au niveau de la commune[10] ;
- la Rivièrette, d'une longueur de 1,97 km qui prend sa source dans la commune et se jette dans le canal de Calais au niveau de la commune de Vieille-Église[11] ;
- l'ancien canal de Calais, d'une longueur de 300 m, qui prend sa source dans la commune de Sainte-Marie-Kerque et se jette dans le canal de Calais au niveau de la commune de Saint-Folquin[12].
- et deux petits cours d'eau au toponyme hydrographique inconnu[13],[14].

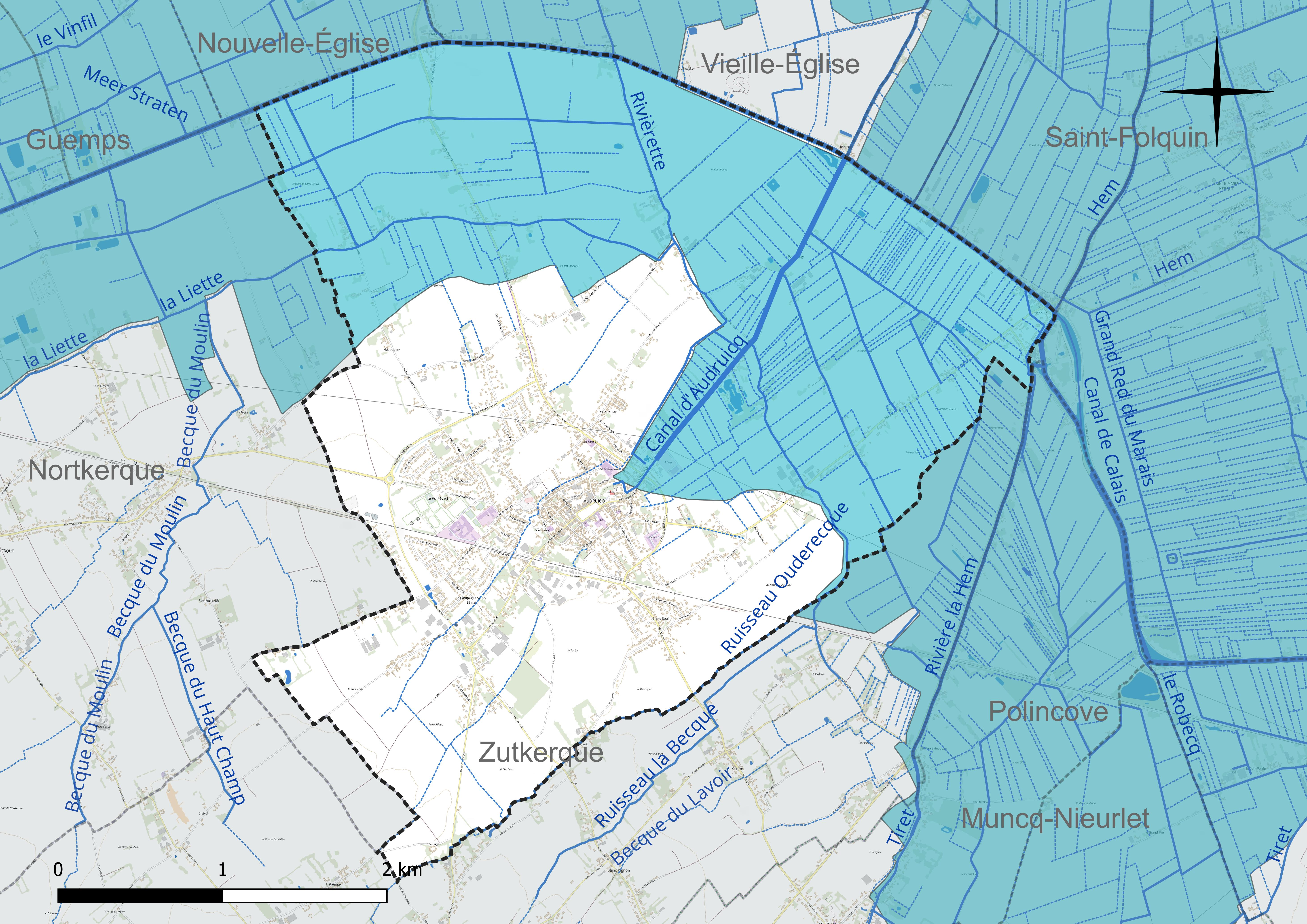
Réseau hydrographique d'Audruicq.

### Climat
Pour des articles plus généraux, voir Climat des Hauts-de-France et Climat du Nord-Pas-de-Calais.
En 2010, le climat de la commune est de type climat océanique altéré, selon une étude du Centre national de la recherche scientifique (CNRS) s'appuyant sur une série de données couvrant la période 1971-2000. En 2020, Météo-France publie une typologie des climats de la France métropolitaine dans laquelle la commune est exposée à un climat océanique et est dans la région climatique Côtes de la Manche orientale, caractérisée par un faible ensoleillement (1 550 h/an) ; forte humidité de l’air (plus de 20 h/jour avec humidité relative > 80 % en hiver), vents forts fréquents.
Pour la période 1971-2000, la température annuelle moyenne est de 10,7 °C, avec une amplitude thermique annuelle de 13,5 °C. Le cumul annuel moyen de précipitations est de 775 mm, avec 12,6 jours de précipitations en janvier et 7,7 jours en juillet. Pour la période 1991-2020, la température moyenne annuelle observée sur la station météorologique la plus proche, située sur la commune de Watten à 11 km à vol d'oiseau, est de 11,3 °C et le cumul annuel moyen de précipitations est de 822,8 mm,. Pour l'avenir, les paramètres climatiques de la commune estimés pour 2050 selon différents scénarios d'émission de gaz à effet de serre sont consultables sur un site dédié publié par Météo-France en novembre 2022.

### Paysages
Pour un article plus général, voir Paysage en France.
La commune s'inscrit dans les « paysages des coteaux calaisiens et du pays de Licques » tels qu'ils sont définis dans l'atlas de paysages de la région Nord-Pas-de-Calais, conçu par la direction régionale de l'Environnement, de l'Aménagement et du Logement (DREAL),.
Ces « paysages des coteaux calaisiens et du pays de Licques » concernent 56 communes du Pas-de-Calais. Ces paysages s'étendent sur environ 30 km de long (est-ouest) et 15 km de large (nord-sud) et présentent deux sous-ensembles : les coteaux calaisiens au nord et le pays de Licques au sud. Les altitudes de ces paysages varient de 206 m dans le Pays de Licques, à 120 m dans l’ouest des coteaux Calaisiens, près de Guînes, et à 10 m dans l'est, près d'Audruicq.
Ces paysages recouvrent trois entités écopaysagères : les collines guînoises qui constituent le rebord septentrional de l'Artois, l'entité de Bredenarde qui appartient à la plaine maritime flamande, et la cuvette de Licques. Ils sont constitués de 59,70 % de cultures, de 17,30 % de forêts, de 15,11 % de prairies naturelles, permanentes, de 7,45 % d'espaces artificialisés, avec les quatre principales communes que sont Audruicq, Ardres, Guînes et Licques, de 0,27 % d'industries, et de 0,18 % de cours d'eau et plan d'eau.
Les éléments structurants de ces paysages sont la LGV Nord et l'A26, la rivière la Hem qui coule du sud vers le nord-est, les escarpements sur les coteaux du Calaisis et autour du pays de Licques et, d'ouest en est, les différents boisements comme la forêt de Guînes, le bois de l'Abbaye, la forêt de Tournehem et une partie de la forêt d'Éperlecques.

### Milieux naturels et biodiversité

#### Zone naturelle d'intérêt écologique, faunistique et floristique
L’inventaire des zones naturelles d'intérêt écologique, faunistique et floristique (ZNIEFF) a pour objectif de réaliser une couverture des zones les plus intéressantes sur le plan écologique, essentiellement dans la perspective d’améliorer la connaissance du patrimoine naturel national et de fournir aux différents décideurs un outil d’aide à la prise en compte de l’environnement dans l’aménagement du territoire.
Le territoire communal comprend une ZNIEFF de type 1 : les reliques de marais maritimes entre Audruicq, Bourbourg et St-Folquin, d’une superficie de 99 hectares et d'une altitude variant de 1  à   6 mètres. ce site s’inscrit au sein d’un complexe de polders comportant un important réseau de fossés, de cours d’eau et de cultures.

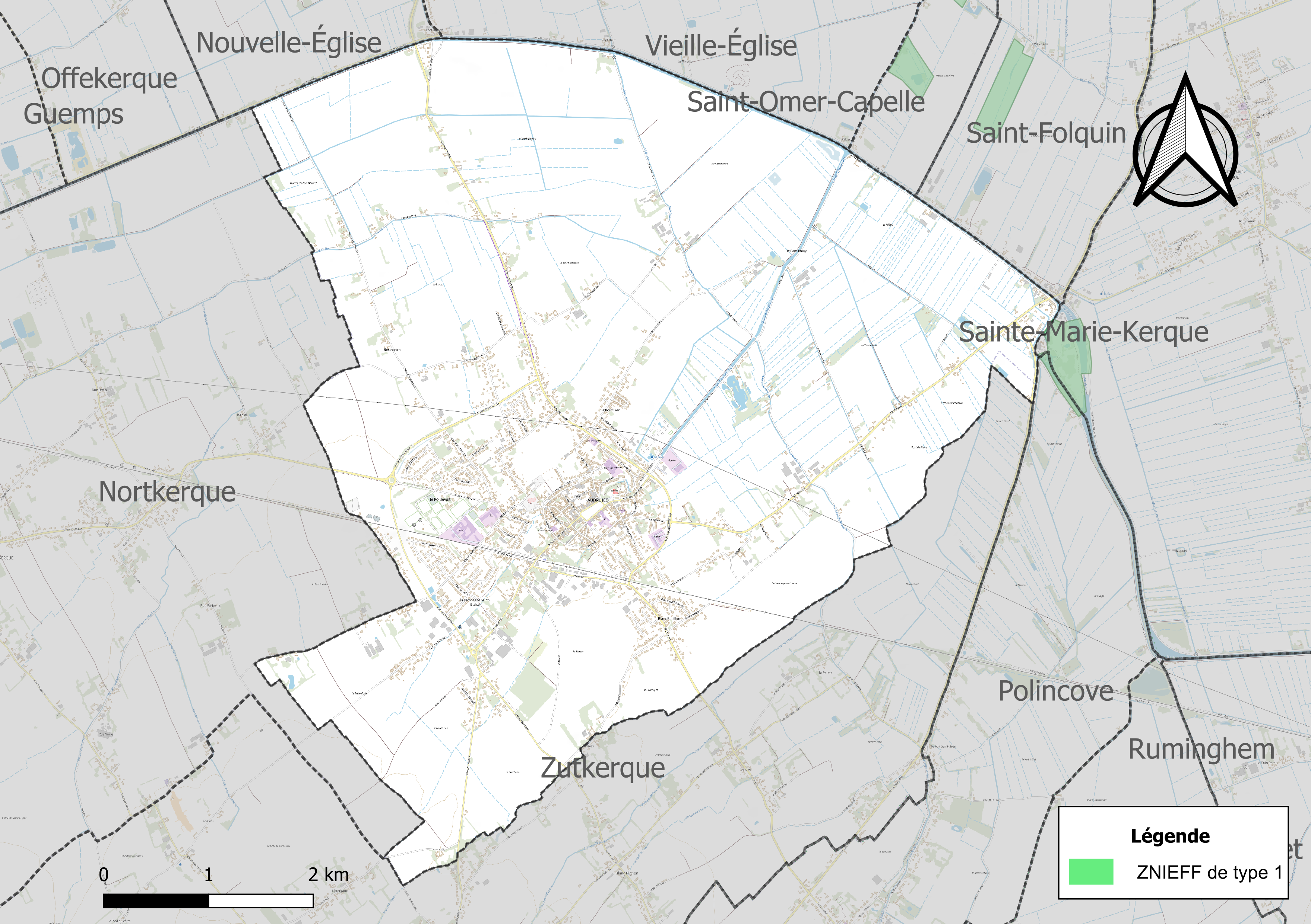
Carte de la ZNIEFF sur la commune.

#### Espèces faunistiques et floristiques
L’Inventaire national du patrimoine naturel (INPN) recense plusieurs espèces faunistiques et floristiques sur le territoire de la commune dont certaines sont protégées et d’autres menacées et quasi-menacées.

## Urbanisme

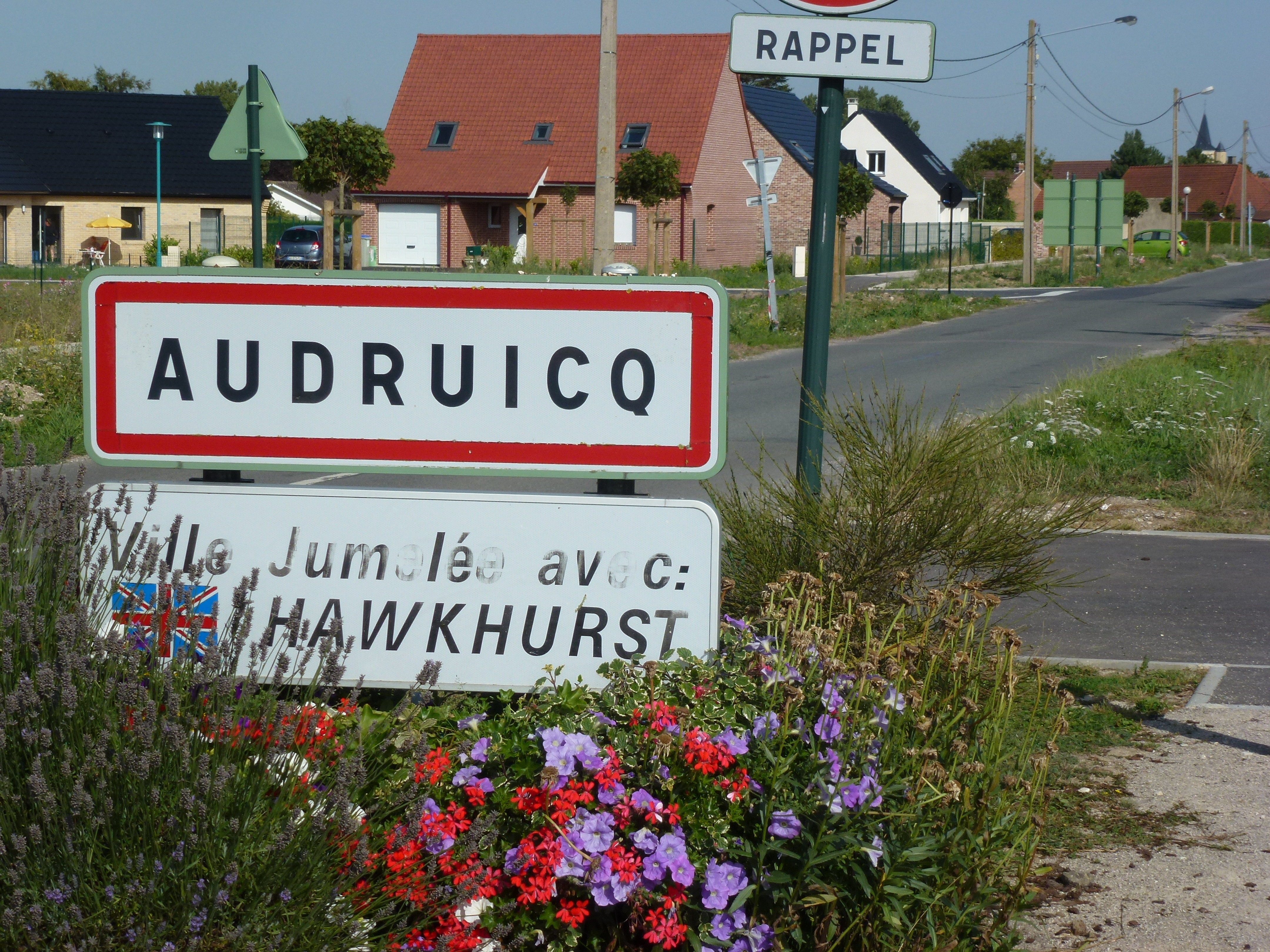
Panneau d'entrée de la commune.

### Typologie
Au 1er janvier 2024, Audruicq est catégorisée bourg rural, selon la nouvelle grille communale de densité à sept niveaux définie par l'Insee en 2022.
Elle appartient à l'unité urbaine d'Audruicq, une agglomération intra-départementale regroupant quatre  communes, dont elle est ville-centre,,. Par ailleurs la commune fait partie de l'aire d'attraction de Calais, dont elle est une commune de la couronne,. Cette aire, qui regroupe 45 communes, est catégorisée dans les aires de 50 000 à moins de 200 000 habitants,.

### Occupation des sols
L'occupation des sols de la commune, telle qu'elle ressort de la base de données européenne d’occupation biophysique des sols Corine Land Cover (CLC), est marquée par l'importance des territoires agricoles (81,2 % en 2018), en diminution par rapport à 1990 (87,2 %). La répartition détaillée en 2018 est la suivante :
terres arables (79,3 %), zones urbanisées (18,8 %), zones agricoles hétérogènes (1,8 %). L'évolution de l’occupation des sols de la commune et de ses infrastructures peut être observée sur les différentes représentations cartographiques du territoire : la carte de Cassini (XVIIIe siècle), la carte d'état-major (1820-1866) et les cartes ou photos aériennes de l'IGN pour la période actuelle (1950 à aujourd'hui).

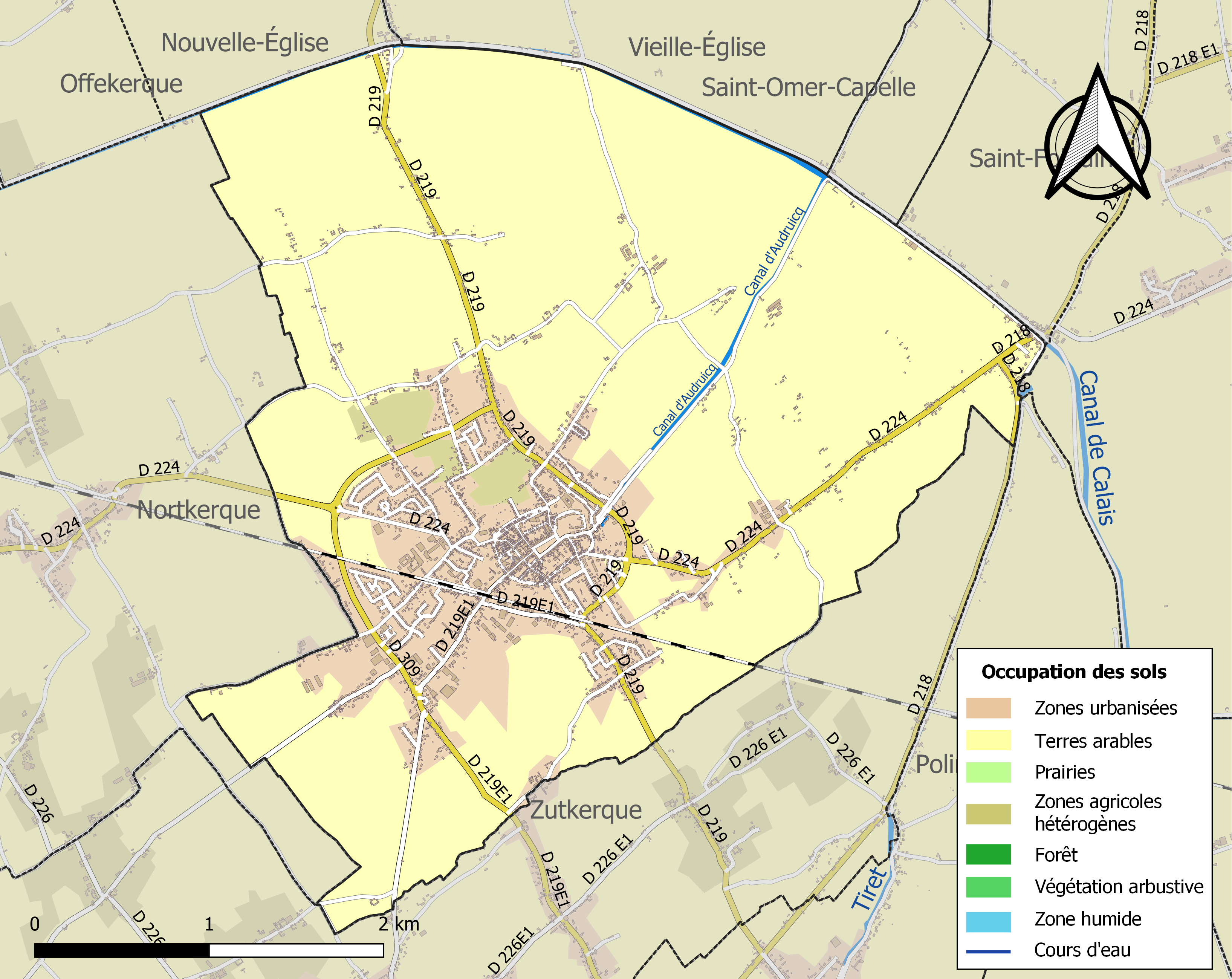
Carte des infrastructures et de l'occupation des sols de la commune en 2018 (CLC).

### Habitat et logement
En 2019, le nombre total de logements dans la commune était de 2 373, alors qu'il était de 2 234 en 2014 et de 1 975 en 2009.
Parmi ces logements, 91,5 % étaient des résidences principales, 0,7 % des résidences secondaires et 7,8 % des logements vacants. Ces logements étaient pour 90,3 % d'entre eux des maisons individuelles et pour 9,3 % des appartements.
Le tableau ci-dessous présente la typologie des logements à Audruicq en 2019 en comparaison avec celle du Pas-de-Calais et de la France entière. Une caractéristique marquante du parc de logements est ainsi une proportion de résidences secondaires et logements occasionnels (0,7 %) inférieure à celle du département (6,4 %) mais supérieure à celle de la France entière (9,7 %). Concernant le statut d'occupation de ces logements, 60,3 % des habitants de la commune sont propriétaires de leur logement (59,2 % en 2014), contre 57,8 % pour le Pas-de-Calais et 57,5 pour la France entière.
| Typologie                                               | Audruicq | Pas-de-Calais | France entière |
| ------------------------------------------------------- | -------- | ------------- | -------------- |
| Résidences principales (en %)                           | 91,5     | 85,9          | 82,1           |
| Résidences secondaires et logements occasionnels (en %) | 0,7      | 6,4           | 9,7            |
| Logements vacants (en %)                                | 7,8      | 7,7           | 8,2            |

### Voies de communications
La commune est desservie par les routes départementales D 219 et D 224 et est située, à vol d'oiseau, à 6 km au nord de la sortie no 2 de l'autoroute A26, aussi appelée autoroute des Anglais, reliant Calais et Troyes, et à 9 km au sud de la sortie no 51 de l'autoroute A16, appelée L'Européenne, reliant la région parisienne à la frontière avec la Belgique.

#### Transports

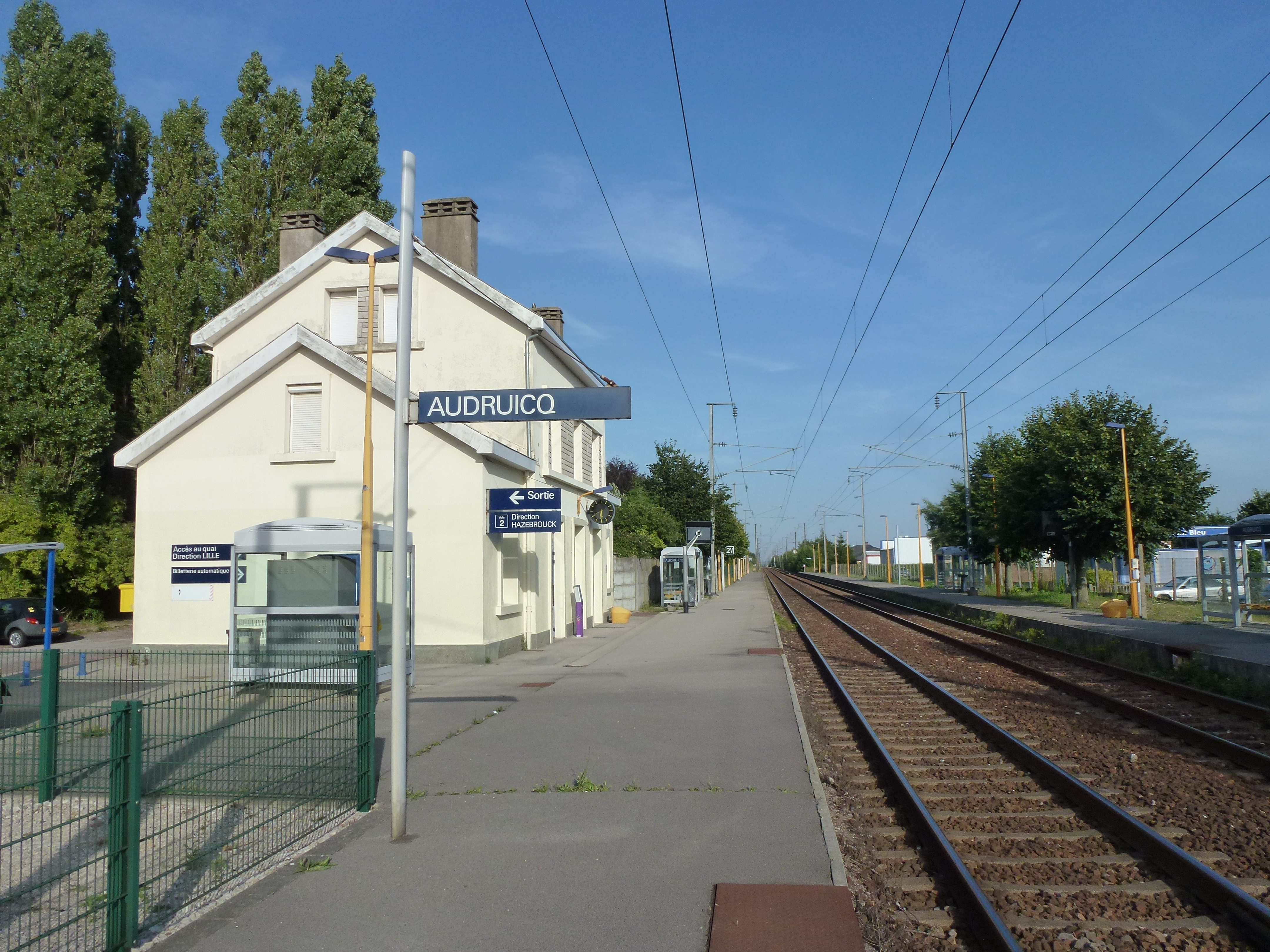
La gare.

La gare d'Audruicq, située sur la Ligne de Lille aux Fontinettes, est une halte voyageurs de la Société nationale des chemins de fer français (SNCF), desservie par des trains TER Hauts-de-France. Ces TER effectuent des missions entre les gares de Lille-Flandres, ou d'Hazebrouck, et de Calais-Ville. Un parc pour les vélos et un parking pour les véhicules y sont aménagés.

### Risques naturels et technologiques

#### Risque inondation
À la suite du passage des tempêtes Ciarán, Domingos et Elisa et des inondations et coulées de boue qui se sont produites, la commune est reconnue, par arrêté du 14 novembre 2023, en état de catastrophe naturelle pour inondations et coulées de boue sur la période du 2 au 12 novembre 2023, comme 179 autres communes du département.

## Toponymie
Le nom de la localité est attesté sous les formes Ouderwich vers 1129 ; Alderwic en 1155 ; Alderwic, Aldrewic en 1182 ; Alderwich en 1184 ; Oldervuic, Adroic, Anderwic (pour Auderwic (XIIe siècle) ; Auderuuic, Auderuuich en 1279 ; Audruwic en 1285 ; Audrewic en 1296 ; « Castrum quod olim a veterum vico Alderwicum dictum est », Audruwic au XIIIe siècle ; Oudruich en 1377 ; Audreviic en 1426 ; Audruick en 1507 ; Auderwich en 1559 ; Audruwicq en 1739 ;Audruick en 1793 et depuis 1801.
En flamand, elle porte le nom de Ouderwijk (littéralement « le Vieux quartier »).

## Histoire

### Moyen Âge
Audruicq a été fondée par le comte de Guînes Baudouin Ier de Guînes au XIe siècle.
Audruicq était la ville principale du pays de Bredenarde faisant partie du comté de Guînes.
Elle dispose d'un château-fort au Moyen Âge : entre 1137 et 1142, lors de la difficile succession de Manassès Ier de Guînes, comte de Guînes, Arnould de Ham (Hames-Boucres) chargé de défendre les intérêts de Béatrix de Bourbourg, héritière de Manassès, contre les prétentions d'Arnould de Gand, futur comte sous le nom de Arnould Ier de Guînes, vient s'enfermer dans le château d'Audruicq où il est assiégé par Arnould de Gand. Il doit s'enfuir malgré le soutien apporté par Henri de Bourbourg, châtelain de Bourbourg, (famille de Bourbourg) père de Béatrix.
Baudouin II, comte de Guînes l'ériga en ville en 1175, reconstruit le château fort, fortifie la ville par des doubles fossés, bâtit une chapelle en l'honneur de saint Nicolas et convertit les marais avoisinants en terres labourables. Pour rendre la bourgade mieux connue et plus fréquentée, il y transfère le marché établi par les comtes précédents à Sutquerque (Zutkerque) et autorise une foire solennelle annuelle aux jours fériés de la Pentecôte.
Au XIIIe siècle, comme d'autres cités du comté, Audruicq dispose d'une administration communale relativement autonome par rapport au comte de Guînes, (commune) : en 1254, Arnould III de Guînes déclare devoir à ses échevins de Guînes, Ardres, Audervic (Audruicq), et du pays de Bredenarde la somme de 20 700 livres parisis qu'ils avaient payé pour sa rançon. Et en juillet 1272, avec son fils Baudouin IV de Guînes, châtelain de Bourbourg, seigneur d'Ardres, il confirme les privilèges d'Auderwicq.

### Temps modernes
Après avoir changé continuellement d'autorité de tutelle entre le XIIIe siècle et le XVIIIe siècle (pendant vingt-cinq ans aux mains des Anglais, cédée à Charles Quint par la paix de Cambrai en1529, reprise par les Français, etc.), Audruicq devient définitivement française après la paix de Nimègue en 1678.

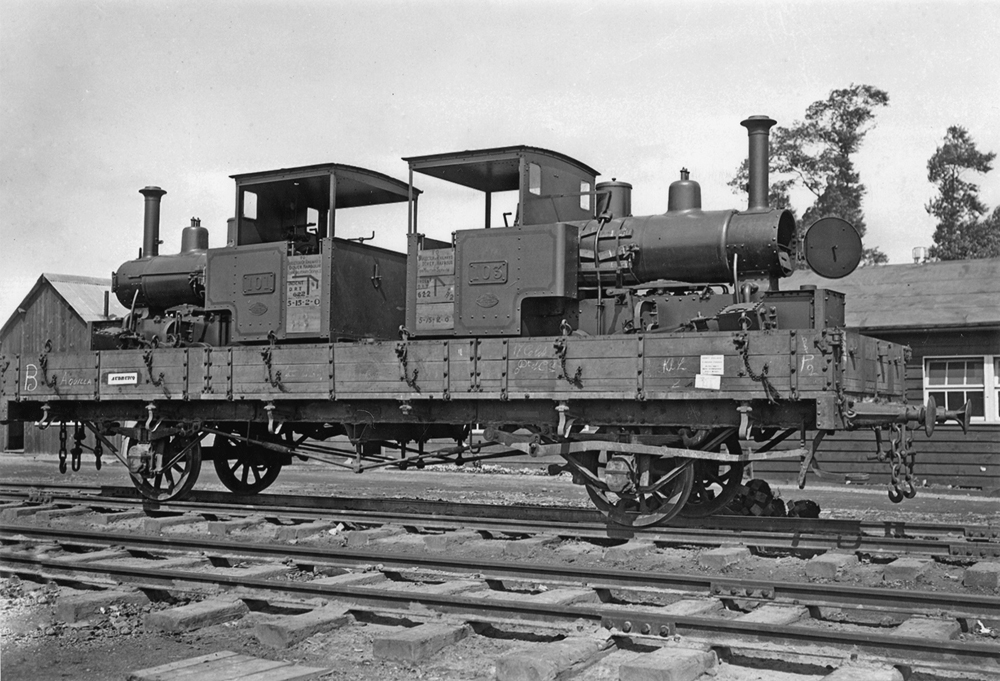
Deux locomotives britanniques neuves pour chemin de fer militaire à voie étroite en cours de livraison le 27 juin 1916 en gare d'Audruick.

### Époque contemporaine
Pendant la Première Guerre mondiale, un camp anglais est implanté à Audruicq.

## Politique et administration

### Découpage territorial
La commune se trouvait de 1801 à 2016 dans l'arrondissement de Saint-Omer du département du Pas-de-Calais.
Par arrêté préfectoral du 20 décembre 2016, la commune en est détachée le 1er janvier 2017 pour intégrer l'arrondissement de Calais,.

#### Commune et intercommunalités
La commune est le siège de la communauté de communes de la Région d'Audruicq, un établissement public de coopération intercommunale (EPCI) à fiscalité propre créé fin 1993 et auquel la commune a transféré un certain nombre de ses compétences, dans les conditions déterminées par le code général des collectivités territoriales. La communauté de communes succède au SIVOM créé en 1971. Cette communauté de communes de la Région d'Audruicq regroupe 15 communes et totalise 28 077 habitants en 2021.

#### Circonscriptions administratives
La commune était depuis 1793 le chef-lieu du canton d'Audruicq. Dans le cadre du redécoupage cantonal de 2014 en France, cette circonscription administrative territoriale a disparu, et le canton n'est plus qu'une circonscription électorale.
Pour les élections départementales, la commune est membre depuis 2014 du canton de Marck.

#### Circonscriptions électorales
Pour l'élection des députés, la commune fait partie depuis 1986 de la septième circonscription du Pas-de-Calais.

### Élections municipales et communautaires
Lors du premier tour des élections municipales de 2014 dans le Pas-de-Calais, la liste UMP menée par la maire sortante Nicole Chevalier obtient la majorité absolue des suffrages exprimés, avec 1 651 voix (58,98 %, 23 conseillers municipaux élus dont 5 communautaires), devançant largement celle DVD menée par Nicole Martinache, qui a recueilli 1 148 voix (41,01 %, 6 conseillers municipaux élus dont 1 communautaire).
Lors de ce scrutin, 26,26 % des électeurs se sont abstenus.
Lors du premier tour des élections municipales de 2020 dans le Pas-de-Calais, la liste DVD menée par la maire sortante Nicole Chevalier obtient la majorité absolue des suffrages exprimés, avec 1 127 voix (52,57 %, 22 conseillers municipaux élus dont 5 communautaires), devançant de 110 voix celle SE menée par Jean-Marie Louchez (1 017 voix, 47,43 %, 7 conseillers municipaux élus dont 1 communautaire).
Lors de ce scrutin marqué par la Pandémie de Covid-19, 44,73 % des électeurs se sont abstenus.

#### Liste des maires
| Période                                  | Période                         | Identité                      | Étiquette             | Qualité |
| ---------------------------------------- | ------------------------------- | ----------------------------- | --------------------- | --- |
| Les données manquantes sont à compléter. |                                 |                               |                       | |
| 1891                                     | 1919                            | Florentin Mitenne (1833-1929) | Républicain           | Propriétaire Conseiller d'arrondissement (1904 → 1919) Chevalier de la Légion d'honneur                                                      |
| 1919                                     | 1945                            | Louis Boo                     | RG                    | Négociant Conseiller général d'Audruick (1919 → 1926)                                                                                        |
| 1945                                     | mars 1977                       | André Villers                 | RPF puis DVD puis UDR | Pharmacien Conseiller général d'Audruick (1945 → 1973)                                                                                       |
| mars 1977                                | mars 2001                       | Albert Doublet                | UDR puis RPR          | Commerçant Conseiller général d'Audruick (1973 → 2004) Conseiller régional (1986 → 1998) Président du SIVOM de la région d'Audruicq[Quand ?] |
| mars 2001                                | mars 2008                       | Philippe Caron                | UMP                   | |
| mars 2008                                | 3 septembre 2022                | Nicole Chevalier              | UMP → LR              | Institutrice retraitée Conseillère départementale de Marck (2015 → ) Présidente de la CC de la Région d'Audruicq (2014 → ) Démissionnaire    |
| 16 septembre 2022,                       | En cours (au 16 septembre 2022) | Olivier Planque               | LR                    | Attaché parlementaire, ancien premier adjoint Conseiller régional (2018 → )                                                                  |

### Jumelages

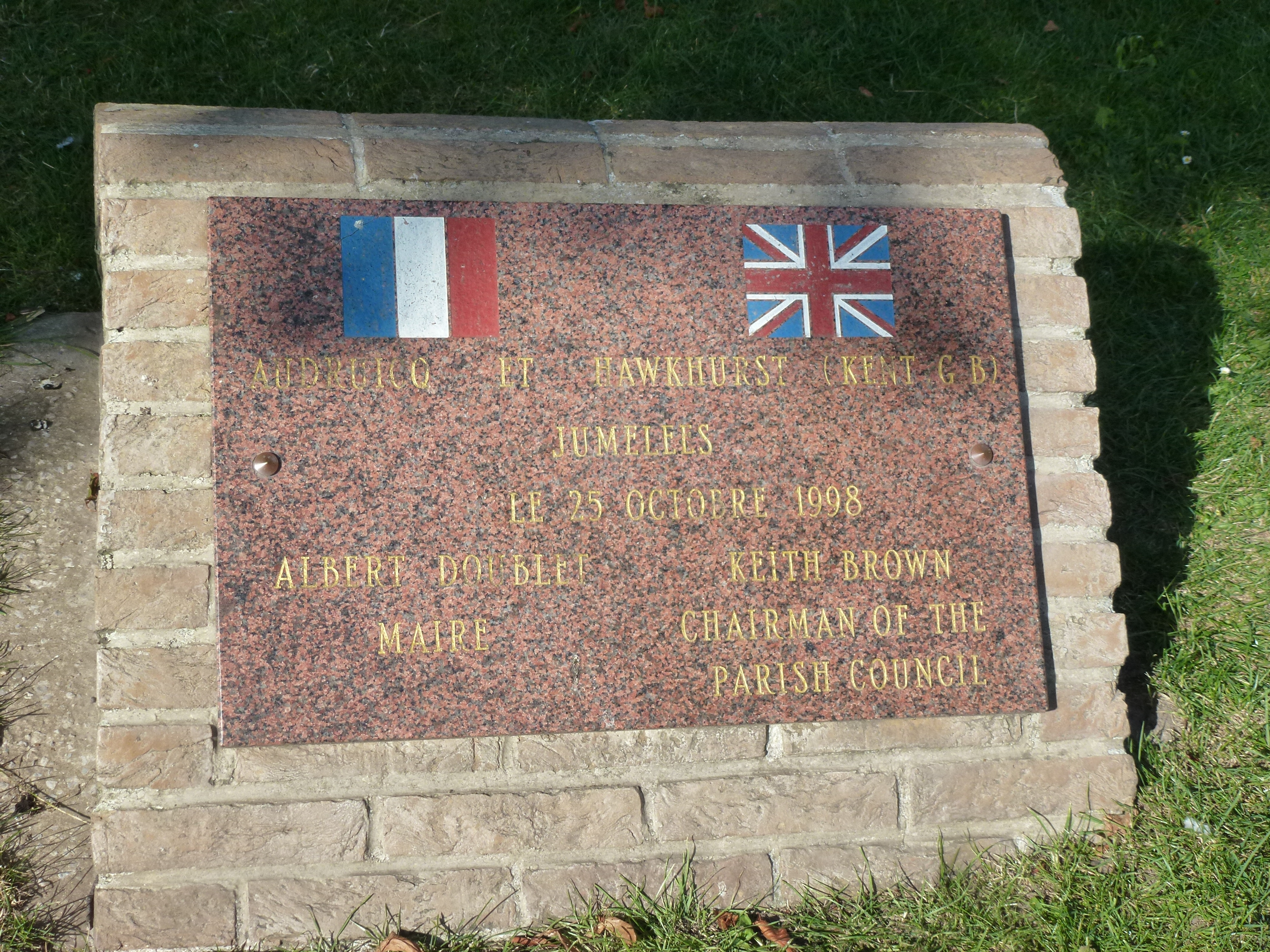
Stèle du jumelage avec Hawkhurst.

- Hawkhurst (Royaume-Uni) depuis 1998[52]
- Lichtervelde (Belgique) depuis 2008

## Équipements et services publics

### Justice, sécurité, secours et défense
La commune dépend du tribunal judiciaire de Saint-Omer, du conseil de prud'hommes de Saint-Omer, de la cour d'appel de Douai, du tribunal de commerce de Boulogne-sur-Mer, du tribunal administratif de Lille, de la cour administrative d'appel de Douai, du tribunal judiciaire de Boulogne-sur-Mer et du tribunal pour enfants de Saint-Omer.

## Population et société

### Démographie
Les habitants de la commune sont appelés les Audruicquois.

#### Évolution démographique
L'évolution du nombre d'habitants est connue à travers les recensements de la population effectués dans la commune depuis 1793. Pour les communes de moins de 10 000 habitants, une enquête de recensement portant sur toute la population est réalisée tous les cinq ans, les populations de référence des années intermédiaires étant quant à elles estimées par interpolation ou extrapolation. Pour la commune, le premier recensement exhaustif entrant dans le cadre du nouveau dispositif a été réalisé en 2007.

En 2022, la commune comptait 5 349 habitants, en évolution de −0,87 % par rapport à 2016 (Pas-de-Calais : −0,72 %, France hors Mayotte : +2,11 %).
| 1793  | 1800  | 1806  | 1821  | 1831  | 1836  | 1841  | 1846  | 1851  |
| ----- | ----- | ----- | ----- | ----- | ----- | ----- | ----- | ----- |
| 1 704 | 1 874 | 2 252 | 2 212 | 2 287 | 2 373 | 2 299 | 2 296 | 2 263 |

| 1856  | 1861  | 1866  | 1872  | 1876  | 1881  | 1886  | 1891  | 1896  |
| ----- | ----- | ----- | ----- | ----- | ----- | ----- | ----- | ----- |
| 2 254 | 2 225 | 2 479 | 2 397 | 2 428 | 2 615 | 2 703 | 2 862 | 2 979 |

| 1901  | 1906  | 1911  | 1921  | 1926  | 1931  | 1936  | 1946  | 1954  |
| ----- | ----- | ----- | ----- | ----- | ----- | ----- | ----- | ----- |
| 3 009 | 3 034 | 3 011 | 3 190 | 3 065 | 3 040 | 3 010 | 3 029 | 3 033 |

| 1962  | 1968  | 1975  | 1982  | 1990  | 1999  | 2006  | 2007  | 2012  |
| ----- | ----- | ----- | ----- | ----- | ----- | ----- | ----- | ----- |
| 3 388 | 3 606 | 3 616 | 4 078 | 4 586 | 4 555 | 4 626 | 4 636 | 5 204 |

| 2017  | 2022  | - | - | - | - | - | - | - |
| ----- | ----- | - | - | - | - | - | - | - |
| 5 412 | 5 349 | - | - | - | - | - | - | - |

#### Pyramide des âges
En 2022, le taux de personnes d'un âge inférieur à 30 ans s'élève à 35,7 %, soit en dessous de la moyenne départementale (35,9 %). À l'inverse, le taux de personnes d'âge supérieur à 60 ans est de 27,8 % la même année, alors qu'il est de 25,8 % au niveau départemental.
En 2022, la commune comptait 2 571 hommes pour 2 778 femmes, soit un taux de 51,93 % de femmes, supérieur au taux départemental (51,59 %).
Les pyramides des âges de la commune et du département s'établissent comme suit :
| Hommes | Classe d’âge | Femmes |
| ------ | ------------ | ------ |
| 0,8    | 90 ou +      | 2,0    |
| 6,1    | 75-89 ans    | 9,1    |
| 17,9   | 60-74 ans    | 19,4   |
| 19,0   | 45-59 ans    | 18,1   |
| 17,7   | 30-44 ans    | 18,2   |
| 18,3   | 15-29 ans    | 14,5   |
| 20,1   | 0-14 ans     | 18,8   |

| Hommes | Classe d’âge | Femmes |
| ------ | ------------ | ------ |
| 0,5    | 90 ou +      | 1,6    |
| 5,6    | 75-89 ans    | 8,9    |
| 16,7   | 60-74 ans    | 18,1   |
| 20,2   | 45-59 ans    | 19,2   |
| 18,9   | 30-44 ans    | 18,1   |
| 18,2   | 15-29 ans    | 16,2   |
| 19,9   | 0-14 ans     | 17,9   |

### Manifestations culturelles et festivités

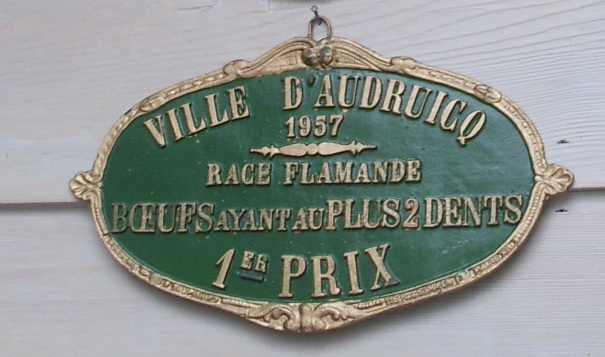
Plaque de vainqueur du concours agricole.

Tous les mercredis matin, le marché d'Audruicq est l'un des plus importants de la région et des plus typiques. Les paysans du secteur viennent vendre volailles, lapins, pommes de terre sur la place des Marronniers.
Tous les ans (15 jours avant Pâques) : concours agricole.

## Économie

### Revenus de la population et fiscalité
En 2021, la commune compte 2 199 ménages fiscaux, regroupant 5 275 personnes.
Le revenu fiscal médian par ménage, le taux de pauvreté des ménages et la part des ménages fiscaux imposés de la commune, du département du Pas-de-Calais et de la métropole sont les suivants :
- le revenu fiscal médian par ménage de la commune est de 21 500 €, supérieur à celui du département du Pas-de-Calais (20 720 €) et inférieur à celui de la France métropolitaine (23 080 €)[Insee 13],[Insee 14],[Insee 15] ;
- le taux de pauvreté des ménages de la commune est de 17 %, de 18,4 % au niveau du département et de 14,9 % au niveau de la métropole[Insee 16],[Insee 17],[Insee 18] ;
- la part des ménages fiscaux imposés dans la commune est de 45 %, de 44,1 % au niveau du département et de 53,4 % au niveau de la métropole[Insee 13],[Insee 14],[Insee 15].

### Emploi
|                       | 2011   | 2016   | 2022   |
| --------------------- | ------ | ------ | ------ |
| Commune               | 16,1 % | 14,8 % | 11,8 % |
| Département           | 11,3 % | 13,7 % | 11,2 % |
| France métropolitaine | 11,6 % | 13,7 % | 11,7 % |

En 2022, la population âgée de 15 à 64 ans s'élève à 3 151 personnes, parmi lesquelles on compte 72,5 % d'actifs (64,0 % ayant un emploi et 8,6 % de chômeurs) et 27,5 % d'inactifs,. En 2022, le taux de chômage communal (au sens du recensement) des 15-64 ans est supérieur à celui du département et supérieur à celui de la France métropolitaine.
La commune fait partie de la couronne de l'aire d'attraction de Calais, du fait qu'au moins 15 % des actifs travaillent dans le pôle,. Elle compte 1 513 emplois en 2022, contre 1 442 en 2016 et 1 419 en 2011. Le nombre d'actifs ayant un emploi résidant dans la commune est de 2 040, soit un indicateur de concentration d'emploi de 74,2 et un taux d'activité parmi les 15 ans ou plus de 53,7 %.
Sur ces 2 040 actifs de 15 ans ou plus ayant un emploi, 1 566 travaillent dans la commune, soit 77 % des habitants. Pour se rendre au travail, 86,9 % des habitants utilisent une voiture, un camion ou une fourgonnette, 3,1 % les transports en commun, 6,8 % s'y rendent en deux-roues motorisé, à vélo ou à pied et 3,2 % n'ont pas besoin de transport (travail au domicile).

## Culture locale et patrimoine

### Lieux et monuments
- Le château, rebâti au XVIIIe siècle par la famille de Laurétan sur d'anciennes fondations féodales, transformé en mairie à la fin du XXe siècle[59].
- La gare d'Audruicq.
- Le monument aux morts[60].
- Le moulin des Olieux, moulin à huile puis à farine, installé à Audruicq de 1743 à 1901, puis à Offekerque et installé depuis 1977 sur le site du Musée des moulins de Villeneuve-d'Ascq.
- L'église Saint-Martin, construite fin XVIIe siècle – début XVIIIe siècle, en brique blonde, sous la forme d’une hallekerke.
- La tombe de soldats napoléoniens (située dans le cimetière).

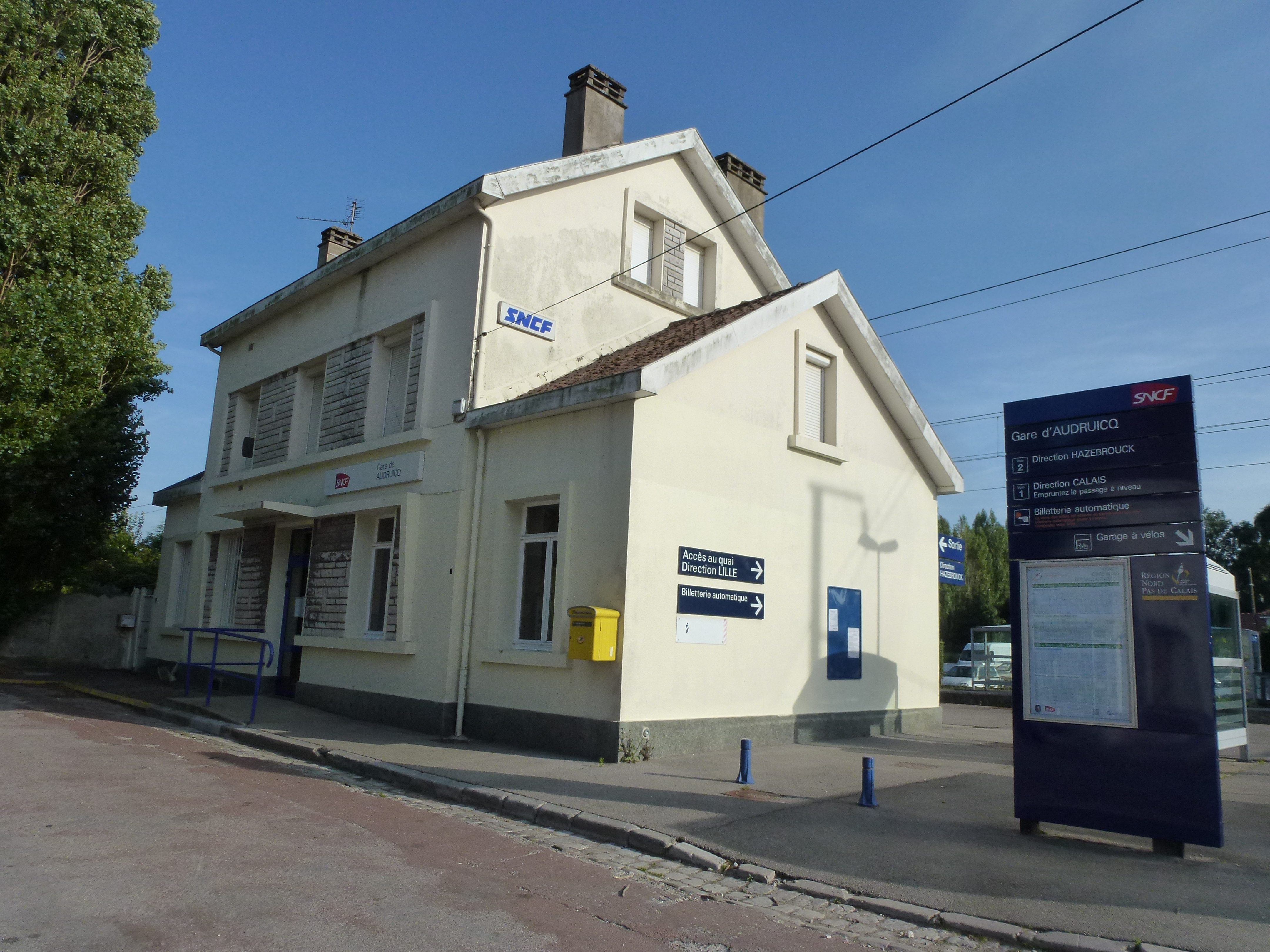
La gare.
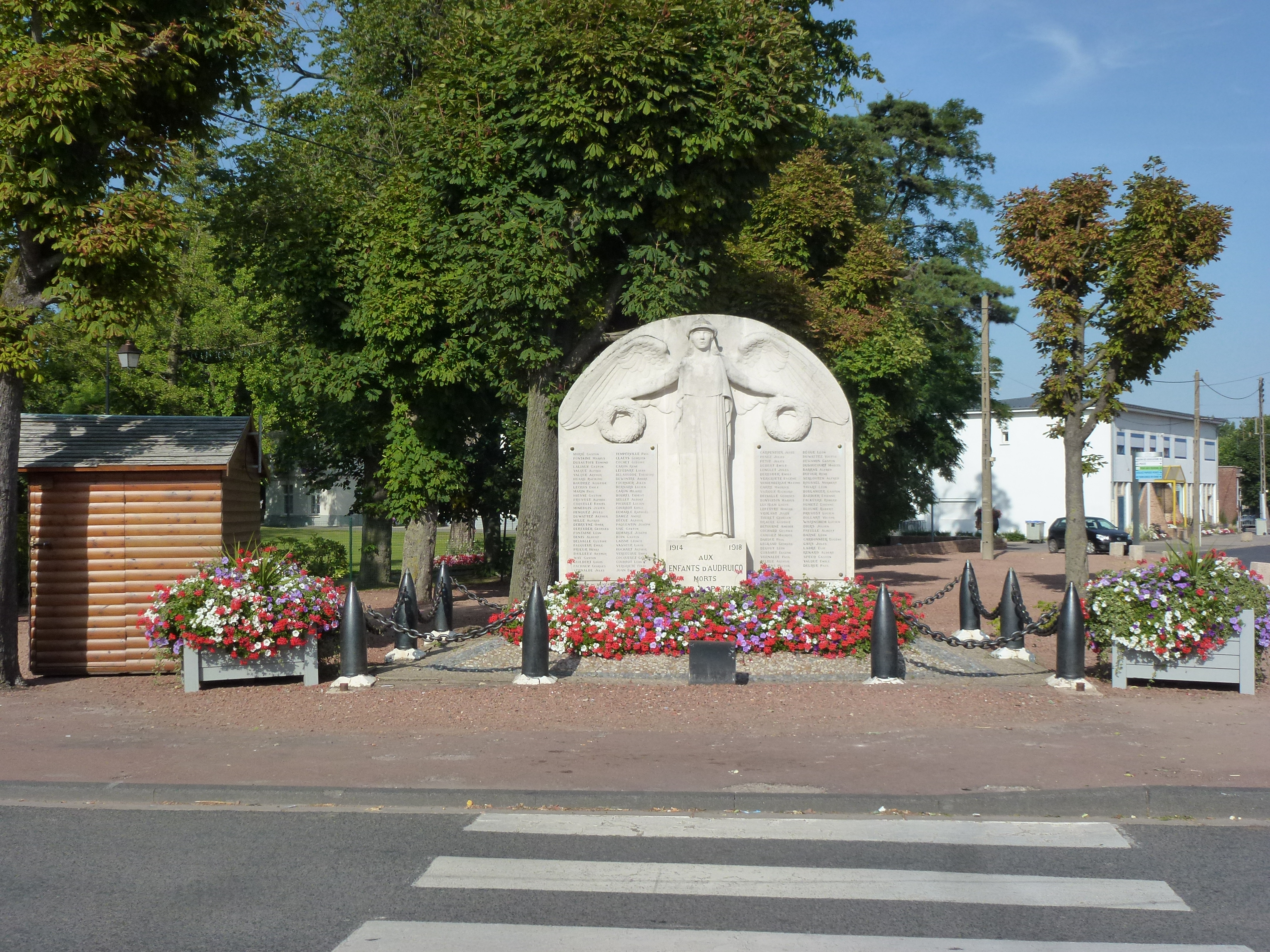
Le monument aux morts.
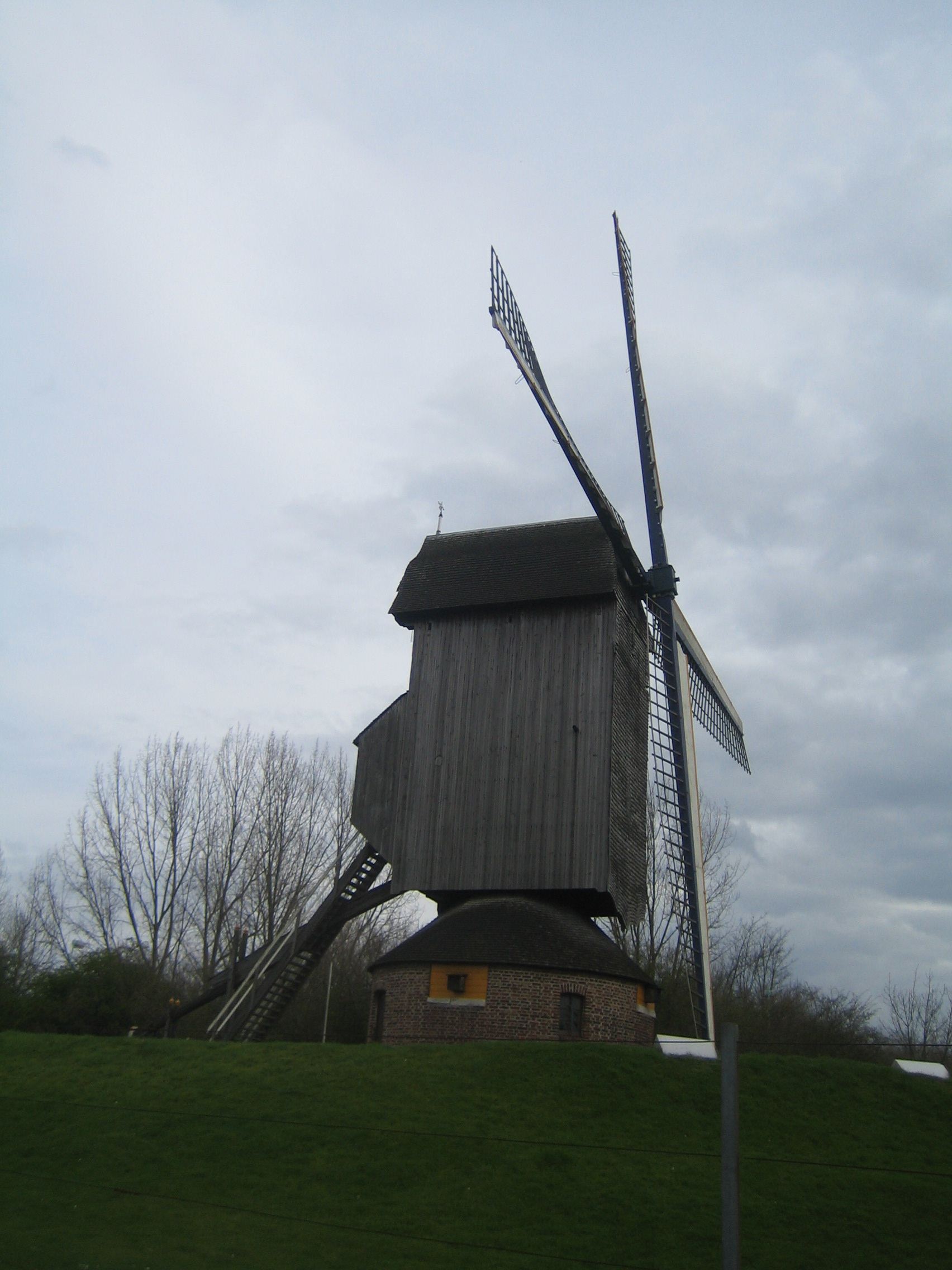
Le moulin des Olieux.
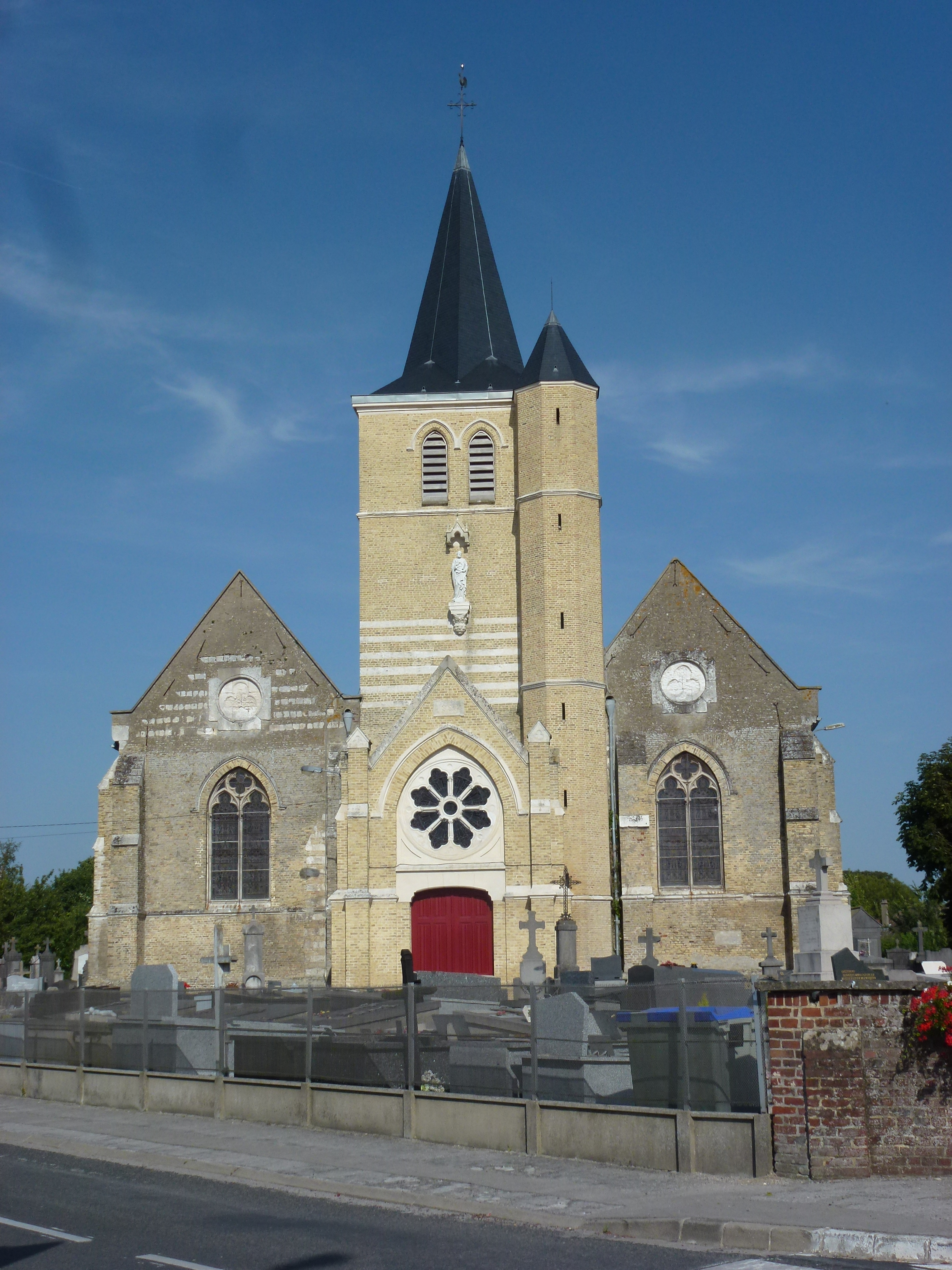
L'église Saint-Martin.

### Personnalités liées à la commune
- Jean-François Bachelet, (1742-1835), né à Audruicq, magistrat et personnalité politique.
- Philippe Dauchel de La Palme (1752-1837), homme politique, mort dans la commune.
- Gilbert Brazy, né à Audruicq. Aviateur, il disparaît en hydravion « Latham 47 » dans l'Arctique Nord en 1928 avec Roald Amundsen.
- Clément Codron (1851-1930), mort à Audruicq. Ingénieur Arts et Métiers de Châlons, professeur du cours des arts mécaniques[61].
- Paul Nizan, romancier et philosophe, a été tué non loin d'Audruicq le 23 mai 1940.

### Héraldique
| Blason de Audruicq | Blason  | 'D’argent à la figure d’un évêque de carnation, vêtu d’une aube du champ, d’une tunique de pourpre, revêtu d’une chape de gueules brodée d’or, la mitre en tête du même, tenant de sa dextre une palme de sinople et de sa senestre une crosse aussi d’or, le tout accosté de deux écussons de gueules chargés d’une croix patriarcale d’argent. |
| Blason de Audruicq | Détails | Le statut officiel du blason reste à déterminer. |

## Pour approfondir

#### Bases de données, dictionnaires et encyclopédies
- Ressources relatives à la géographie :   - Insee (communes)
  - Ldh/EHESS/Cassini
- Ressource relative à plusieurs domaines :   - Annuaire du service public français
- Notices d'autorité :   - VIAF
  - BnF (données)
  - IdRef